# Stegastes fasciolatus
Stegastes fasciolatus és una espècie de peix de la família dels pomacèntrids i de l'ordre dels perciformes.

## Morfologia
Els mascles poden assolir els 15 cm de longitud total.

## Distribució geogràfica
Es troba des de l'Àfrica oriental fins a l'est d'Oceania, incloent-hi les Hawaii, l'Illa de Pasqua, les Illes Ryukyu i Austràlia.